# Clydonodozus abyssinicus
Clydonodozus abyssinicus är en tvåvingeart som beskrevs av Alexander 1972. Clydonodozus abyssinicus ingår i släktet Clydonodozus och familjen småharkrankar.
Artens utbredningsområde är Etiopien. Inga underarter finns listade i Catalogue of Life.